# Headspace (film)
Headspace è un film horror statunitense del 2005 diretto da Andrew van den Houten.

## Trama
Alex è un ragazzo irrequieto, soprattutto in seguito alla barbara uccisione della madre, l'abbandono da parte del padre e la separazione dal fratello. Alex ha però un'intelligenza straordinaria, fuori dal comune, e possiede facoltà mentali che nemmeno i dottori sono in grado di spiegare. Ma è anche preda di violente emicranie e strane visioni. Quando incontra un misterioso uomo con il quale gioca a scacchi, le sue visioni iniziano ad aumentare, a divenire sempre più orribili e realistiche.